# Петровская, Кристина Валентиновна
Кристи́на Валенти́новна Петро́вская (родилась 3 июня 1980 в Москве) — российская хоккеистка, защитница ХК «Торнадо» (Московская область) и женской сборной России. Мастер спорта России международного класса. Бронзовый призёр чемпионата мира 2001 года.